# Amita Manatunga
Amita Kalyanie Manatunga est une biostatisticienne sri-lankaise qui travaille comme professeure de biostatistique et de bioinformatique à la Rollins School of Public Health (en), de l'université Emory, où elle est également affiliée au Winship Cancer Institute (en). Ses intérêts de recherche comprennent l'analyse de survie, la fiabilité inter-évaluateurs, l'épidémiologie environnementale et l'imagerie médicale des reins.

## Formation et carrière
Manatunga est diplômée de l'Université de Colombo au Sri Lanka avec les honneurs de première classe en 1978. Elle est titulaire d'une maîtrise en statistique de l'université Purdue (1984) et de l'Université de Rochester (1986),. Elle a terminé son doctorat à l'Université de Rochester en 1990. Sa thèse, intitulée Inference for Multivariate Survival Distributions Generated by Stable Frailties, a été supervisée par David Oakes.
Après avoir terminé son doctorat, elle a rejoint la faculté de l'Université de l'Indiana en tant que professeure adjointe et a déménagé en 1994 à Emory. Là, elle est une collaboratrice à long terme et fréquente avec deux autres femmes en biostatistique, Limin Peng (en) et son ancienne étudiante Ying Guo (en).

## Reconnaissance
Manatunga est élue membre de la Société américaine de statistique en 2004. En 2020 elle est lauréate du prix Elizabeth-Scott.